# Стратегия изъятия сбережений
Стратегия изъятия сбережений (англ.  retirement spend-down) — стратегия, которой следует инвестор в период изъятия сбережений со своих инвестиционных счетов (включая пенсионные) с целью обеспечить подходящий образ жизни на протяжении определенного промежутка времени (как правило, после прекращения трудовой деятельности и на пенсии).

## Решаемая задача
Все инвесторы, накопившие существенную сумму на своем инвестиционном счете, которая достаточна для прекращения работы, сталкиваются с одним важным вопросом. А именно, сколько денег они могут ежегодно снимать из своего инвестиционного портфеля. Проблема заключается в том, что при снятии слишком большой суммы инвесторы сталкиваются с риском истощить свой портфель раньше запланированного времени. При снятии слишком маленькой суммы инвесторы неоправданно снижают свой уровень жизни. Также возникает вопрос об оптимальном распределении активов в портфеле, которое бы позволило увеличить изымаемую сумму без увеличения риска истощения портфеля раньше времени.
Данная задача играет большую роль в странах, в которых пенсионеры часто полагаются на свои инвестиционные сбережения для обеспечения необходимого уровня жизни после прекращения работы (выхода на пенсию). Например в США, в дополнение к  государственной пенсии, для комфортной жизни в старости рекомендуется иметь существенные сбережения.

## Традиционные стратегии изъятия сбережений
Основой любой стратегии изъятия является попытка поддержания уровня жизни на определенном уровне. Это ведет к тому что размер доходов и расходов в разные года измеряется в реальных величинах, то есть с учетом инфляции. 
Традиционно рассматриваются два основных типа изъятия сбережений. Большая часть исследований связана со стратегией фиксированного размера изъятия или фиксированного размера расходов (если есть доходы в дополнении к инвестиционным изъятиям). Причем под фиксированным здесь понимается индексируемость на инфляцию, то есть с учетом изменения уровня жизни. Альтернативой являются стратегии изъятия, которые адаптируются под изменение размера инвестиционных сбережений. При низкой или отрицательной реальной доходности сбережений сумма изъятия снижается с учетом инфляции, а при высокой доходности сумма изъятия увеличивается.  
Вплоть до 1990х годов стандартной стратегией изъятия сбережений являлось использование ипотечного калькулятора с фиксированным ростом фондового рынка и фиксированной инфляцией. Такие расчеты приводили к неверным результатам из-за волатильности рынка и непредсказуемой инфляции. Начиная с 1994 года начали появляться работы, которые оспаривали такой подход к пенсионному планированию. 
Самой известной в США стратегией изъятия сбережений является правило четырех процентов. Это правило берет свое начало из статьи Вильяма Бенгена 1994 года и было в дальнейшем подтверждено исследованием Тринити. Правило четырех процентов говорит что при начальном уровне изъятия в 4 %, вероятность истощения портфеля не превышает 2% на горизонте в 30 лет при портфеле состоящем из 75 % фонда акций и 25 % фонда долгосрочных высококачественных корпоративных облигаций. При этом первоначальная сумма изъятия, определенная как 4 % от всех инвестиций в первый год, индексируется на инфляцию на всем протяжении изъятия, позволяя корректировать доходы вместе с изменением стоимости жизни. Ребалансировка портфеля происходит ежегодно. В некоторые годы сумма изъятия может существенно превышать рост всего портфеля, а в некоторые годы быть существенно меньше. Даже если весь фондовый рынок падает в некоторый год, инвестор может рассчитывать на снятие суммы в соответствии с правилом четырех процентов. 
Многие авторы рассматривали и пытались модернизировать правило четырех процентов, обращая внимание на то что в случае необходимости инвесторы могут немного изменять свой уровень потребления и на то что уровень потребления непостоянен после выхода на пенсию (люди тратят больше в свои более активные годы, т.е. сразу после начала изъятия сбережений). Кроме того, в связи с широким распространением движения FIRE, большое количество инвесторов начало прекращать работать раньше и появился интерес к более долгому горизонту снятия сбережений в 40—50 лет.  

## Самые неблагоприятные для инвестора исторические события при изъятии сбережений
При разработке стратегии изъятия сбережений важно знать о прошлых событиях, которые существенно повлияли на раннее истощение портфеля для существенного количества инвесторов. Наиболее изученным в этом отношении является рынок США, где выделяют три события на промежутке времени между 1926 и 1994 годами, оказавшимися самыми неблагоприятными для живущих на сбережения инвесторов.
Самое неблагоприятное событие было вызвано нефтяным кризисом 1973 года.  К 1974 году рынок акций упал на 37% с одновременной инфляцией в 22 %. Инфляция намного обогнала доходность среднесрочных облигаций. Инвесторы не только понесли убытки из-за падения номинальной стоимости акций, но и покупательная способность доллара сильно снизилась при отрицательном реальном росте стоимости облигаций. 
Вторым по неблагоприятности событием стала рецессия 1937-1938 годов. За четыре года стоимость акций упала почти так же как и во время нефтяного кризиса — на 33 %, однако инфляция была намного меньше чем в во время нефтяного кризиса 1973 года — 11 %, да и доходность среднесрочных облигаций оказалась на 6 % выше инфляции. Доходность облигаций и невысокая инфляция помогли частично сгладить негативный эффект от падения рынка акций. 
Третьим по неблагоприятности событием стала великая депрессия 1929 года. За два года рынок акций упал больше чем на 60 %, однако существенный эффект от падения акций был сглажен дефляцией в 16 %, которая увеличила покупательную способность доллара. При доходности среднесрочных облигаций в 11 %, суммарный эффект для инвестора оказался не таким существенным как во время нефтяного кризиса 1973 года или во время рецессии 1938 года.  

## Риск последовательности доходностей
Одним из значительных рисков в период изъятии инвесторами  сбережений является риск последовательности доходностей в первые годы изъятия сбережений. Этот риск описывается несколькими подряд идущими годами с существенной отрицательной доходностью сбережений. Все три самых неблагоприятных для инвесторов исторических событий при изъятии сбережений попадают в этот риск. В то время как средняя доходность фондового рынка на продолжительном промежутке времени является достаточно постоянной величиной, низкая кратковременная доходность в первые годы изъятия сбережений может сильно увеличить вероятность преждевременного истощения портфеля.      